# Eilema postmelanica
Eilema postmelanica là một loài bướm đêm thuộc phân họ Arctiinae, họ Erebidae.